# Tigre-malaio
O tigre-malaio (nome científico: Panthera tigris jacksoni) ou tigre-de-málaca é uma subespécie de tigre encontrada apenas em algumas áreas da península de Málaca, na Malásia e Tailândia.
Antes classificado como Panthera tigris jacksoni, recentemente foi reclassificado como parte da subespécie tigre-de-bengala (Panthera tigris tigris) pela grande proximidade genética, não sendo mais uma subespécie separada, mas uma população regional.[carece de fontes?]
Até 2004 tais populações eram consideradas como parte da subespécie indochinesa (Panthera tigris corbetti), porém um estudo realizado por cientistas, dirigidos pelo investigador Stephen J. O'Brien, demonstrou que, apesar das fortes similaridades anatômicas entre ambos os animais, os tigres-malaios possuem a diferenciação genética suficiente para considerá-la uma subespécie por direito próprio.
Em 2015 a subespécie foi classificada como Em perigo crítico de extinção pela União Internacional para a Conservação da Natureza, uma vez que as populações são estimadas em no máximo 340 indivíduos adultos em 2013 e com tendencia decrescente, a população efetiva provavelmente não ultrapassa 200 animais.

## Características

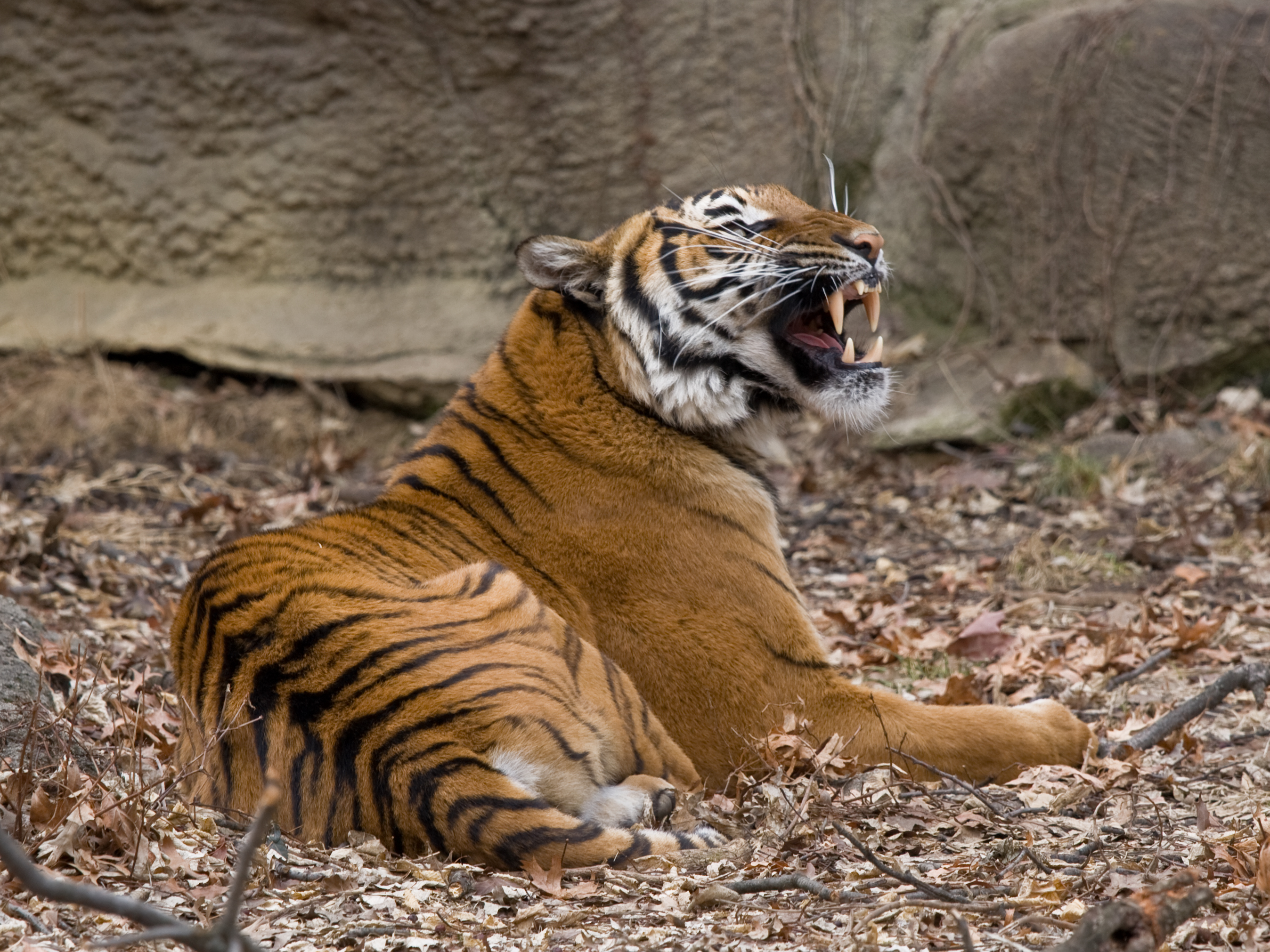
Tigre-malaio no Cincinnati Zoo, 2009.

Um tigre malaio macho tem em média 2,40 metros de comprimento total, 88 cm na altura da cernelha e pode pesar até 130 kg. Já a fêmea, tem em média 2 metros de comprimento total, 80 cm na altura da cernelha e pode pesar até 90 kg. (Dados retirados de uma medição feita em 21 tigres malaios machos e 16 tigresas).
Sua dieta inclui o cervo Sambar, javalis, porcos barbudos, Muntjacs e Serows. Por vezes também caçam ursos-do-sol e filhotes de elefantes e rinocerontes asiáticos.
Como todos os tigres, os tigres malaios vivem sozinhos e só se encontram para acasalar ou para lutar por território e presas.

## Polêmica do nome
O nome científico do tigre malaio, Panthera tigris jacksoni, foi cunhado por investigadores do INC em homenagem a Peter Jackson, um cineasta e ambientalista que defendeu ativamente a preservação dos tigres durante mais de 40 anos. As autoridades e instituições malaias sentiram-se descontentes pela aplicação de um nome próprio com referência a uma pessoa, porque preferiam o nome de Panthera tigris malayensis em honra ao seu local de origem. 

## Símbolo na Malásia

Brasão de armas da Malásia, com dois tigres-malaios

O tigre é o símbolo nacional da Malásia e marca presença no folclore do país. Ele simboliza a bravura e força. Encontra-se presente no brasão de armas da Malásia, no brasão da polícia e nos emblemas de firmas comerciais como Maybank, Filem Negara e a Associação de Futebol da Malásia.

## Episódios famosos envolvendo o animal
Um tigre malaio, de 8 anos, pertencente ao zoológico Naples Zoo, na Flórida, foi morto ao morder o braço de um homem que colocou o membro para dentro de seu recinto. Na tentativa de desvencilhar a vitima do ataque, o policial que presenciou o ocorrido atirou no animal.

## Pandemia, desmatamento e extinção
A pandemia afeta não só a saúde das pessoas, mas como todas as estruturas sociais. Desta maneira, a impossibilidade de fiscalização de florestas e áreas a serem preservadas no Sudeste Asiático, devido aos bloqueios contra a disseminação do patógeno, acarreta no aumento do número de desmatamento e caças ilegais. Assim, a fauna e flora das regiões são afetadas drasticamente, levando a acentuação do processo de extinção de espécies, como o Tigre Malaio. 

## Cinomose e extinção dos Tigres Malaios
Em meio as discussões de conservacionismo da subespécie Panthera tigris jacksoni, o Tigre Malaio, e formas de se combater o Coronavírus no mundo, um outro vírus torna-se o grande vilão para tais animais, os quais se encontram em um número cada vez menores.   Trata-se do patógeno causador da Cinomose, doença altamente letal para animais, conhecida primordialmente por afetar cachorros, porém que vem afetando os grandes felinos da Malásia.  Tal fato torna-se extremamente preocupante, uma vez que acomete seres vivos cada vez mais raros no mundo.

## Principais entidades conservacionistas
Na contemporaneidade, cada vez mais se faz necessária a presença social e política de grupos ou ONGs que atuem na busca pela conservação de espécie de diversas formas, principalmente no desenvolvimento de leis e direcionamento econômico para tal busca. Assim como a criação de unidades para a manutenção de subespécies em processo de desaparecimento, uma vez que refúgios onde os animais possam se reproduzir sem riscos a suas proles é fundamental, pensando a longo prazo. Já que em seus hábitats estão sob risco da perda de ambientes seguros com a caça e avanço do desmatamento. Dentre as mais importantes entidades protetoras de Tigres Malaios, destacam-se:
1. World Wide Fund for Nature, WFF. 
2. Malaysian Conservation Alliance for Tigers.
3. Woodland Park Zoo, Seattle, Washington, nos Estados Unidos.
4. Singapore Zoo, Mandai, Singapura.

## 50º aniversário da "WFF Malaysia"
Uma das principais ONGs atuantes na busca pela manutenção da vida dos grandes felinos no país do Sudeste Asiático, em 2022, completa seu  quinquagésimo aniversário. Para tal, ocorreu um grande encontro com atuantes da área.